# Запорожець Герасим Іванович
Герасим Іванович Запорожець (нар. 1913, село Вергуни, тепер Черкаського району Черкаської області — ?) — український радянський діяч, новатор виробництва, машиніст врубової машини шахти № 27 тресту «Сніжнянантрацит» комбінату «Сталінвугілля». Депутат Верховної Ради УРСР 2-го скликання.

## Життєпис
Народився у родині селянина. Закінчив три класи сільської школи. Трудову діяльність розпочав у 1929 році колгоспником у рідному селі, потім працював на шахтах Донбасу. Був відбірником породи, кріпильником, бурильником, а потім машиністом врубової машини на шахті імені Сталіна Сніжнянського району Сталінської області.
З січня 1944 року — у Червоній армії. Учасник німецько-радянської війни. Служив старшим телефоністом, командиром відділення зв'язку 491-го винищувально-протитанкового артилерійського полку. Воював на 4-му Українському та 1-му Білоруському фронтах.
З 1945 року —  машиніст важкої врубової машини шахти № 27 тресту «Сніжнянантрацит» комбінату «Сталінвугілля» Сталінської області. Удосконаливши машину, в декілька разів збільшив видобуток вугілля. Довів виробку до 14 тисяч тон вугілля  на місяць і за два роки виконав п'ятирічну норму. 
Потім — на пенсії.

## Звання
- сержант

## Нагороди
- орден Червоної Зірки (4.06.1945)
- орден Вітчизняної війни І ст. (6.04.1985)
- дві медалі «За відвагу» (2.10.1944; 8.02.1945)
- медаль «За визволення Варшави»
- медаль «За перемогу над Німеччиною у Великій Вітчизняній війні 1941-1945 pp.»
- лауреат Сталінської премії ІІІ-го ст.(1947)
- медалі